# Kevin Jonas
Paul Kevin Jonas al II-lea (n. 5 noiembrie 1987), cunoscut și drept Kevin Jonas sau K2, este un actor și muzician american, fondator al trupei Jonas Brothers.

## Biografie
S-a născut în Teaneck, New Jersey, SUA, pe data de 5 noiembrie 1987. Este cunoscut sub numele Paul Kevin Jonas al II-lea, Kevin Jonas sau K2. Zodia sa este scorpion. Mama sa se numește Denise, iar tatăl Kevin Paul Jonas Sr.. El are trei frați: Nick Jonas, Joe Jonas și Frankie Jonas. Are o înălțime de 1.75 metri, ochi căprui și păr șaten. 

### Viața personală
Este căsătorit cu Danielle D. și are două fetițe.